# 佐藤行雄
佐藤 行雄（さとう ゆきお、1939年10月6日 - ）は、日本の外交官。公益財団法人日本国際問題研究所副会長。公益財団法人日本国際フォーラム政策委員。公益財団法人浄土宗ともいき財団理事長。神奈川県出身。

## 略歴
- 私立芝中学校・高等学校卒業
- 1960年9月 外務公務員採用上級試験合格[1]
- 1961年3月 東京大学法学部第三類中退[1]
- 1961年4月 外務省入省[1][2]
- 英語研修（エジンバラ大学）
- 外務省情報文化局報道課
- 外務省アメリカ局北米第一課
- 1970年8月 在米国大使館一等書記官
- 1973年8月 大蔵省主計局主計官補佐（科学技術・文化担当）
- 1975年8月 外務省大臣官房総務課機能強化対策室長[1]
- 1976年8月9日 外務省アメリカ局安全保障課長[1]
- 1977年11月 園田直外務大臣秘書官事務取扱
- 1979年11月9日 外務省アジア局調査官
- 1979年12月 在イギリス大使館参事官[1]
- 1979年12月 在イギリス大使館参事官、イギリス国際戦略問題研究所研究員
- 1981年7月 （兼）ロンドン総領事[1]
- 1984年1月17日 警察庁警務局付
- 1984年2月17日 宮崎県警察本部長
- 1985年9月13日 警察庁警務局付 →（即日） 外務大臣官房外務参事官
- 1985年10月11日 外務省大臣官房総務課長
- 1987年11月1日 外務省大臣官房審議官（国会担当）
- 1988年8月1日 香港総領事
- 1990年1月23日 外務省情報調査局長
- 1992年1月17日 外務省北米局長
- 1994年3月1日 外務省大臣官房
- 1994年5月12日 駐オランダ大使
- 1996年1月5日 駐オーストラリア大使
- 1998年9月4日 国際連合日本政府代表部常駐代表（大使）
- 2002年9月27日 退官
- 2003年2月 財団法人日本国際問題研究所理事長[1][2][7]
- 2003年6月 東京瓦斯株式会社取締役[2]
- 2004年12月6日 東京瓦斯株式会社取締役を退任[8]
- 2004年12月7日 国家公安委員会委員
- 2009年2月 財団法人日本国際問題研究所副会長[1][2]
- 2009年12月 国家公安委員会委員を退任[2]
- 2010年6月 東京瓦斯株式会社取締役[2]
- 2015年6月 東京瓦斯株式会社取締役を退任[9]
- 2015年11月 瑞宝重光章受章[10]
- 2016年4月 公益財団法人浄土宗ともいき財団理事長[5]

## 同期
外務省入省同期には、柳井俊二、吉田重信（駐ネパール大使）、兵藤長雄（東経大教授、駐ベルギー大使、欧亜局長）、塚田千裕（駐ブラジル大使、法務省入管局長）、高橋雅二（駐豪大使、法務省入管局長）、川上隆朗（JICA総裁、駐インドネシア大使）、池田拓治（大臣官房付）、小原武（駐イラン大使、中近東アフリカ局長）、丸山俊二（駐チェコ大使）、江口暢（駐トリニダード・トバゴ大使）、内田勝久（駐加大使）など。

## 著作
- 『差し掛けられた傘―米国の核抑止力と日本の安全保障』 時事通信社、2017年